# Oméga-3
 (janvier 2023).
Les acides gras oméga-3, notés également ω3 (ou encore n-3), sont des acides gras polyinsaturés. On les trouve en grande quantité dans certains poissons gras (principalement les salmonidés tels que le saumon ou la truite mais aussi l'anchois, le hareng, le maquereau et la sardine), dans les graines de chia, le lin, la noix, la cameline, le colza et le soja. Des régimes alimentaires apportant une bonne quantité de ces aliments riches en oméga-3 sont le régime méditerranéen, le régime paléolithique et le régime Okinawa.
Les oméga-3 et les oméga-6 sont classés acides gras essentiels car l'organisme humain en a absolument besoin et ne peut les produire lui-même ; il doit donc les trouver tels quels dans son alimentation. Ils furent appelés provisoirement « vitamine F », avant d'être davantage étudiés à partir des années 1970.

## Chimie

Structure moléculaire de l'acide α-linolénique (ALA). Les chimistes comptent à partir du groupe carboxyle (en bleu, à gauche), alors que les biologistes commencent par l'atome de carbone ω (en rouge, à droite). En comptant depuis la fin, notée oméga (dernière lettre de l'alphabet grec), la première double liaison rencontrée occupe le troisième rang, d'où le terme « oméga-3 ».

Les acides gras oméga-3 sont dits polyinsaturés car leur chaîne carbonée comprend plusieurs liaisons doubles.
Le terme « oméga-3 » vient du fait que la première double liaison de la chaîne carbonée de l'acide, en comptant depuis l'extrémité opposée au carboxyle, est située sur la troisième liaison carbone-carbone. Sur la figure ci-contre, on part de la droite, en ω, puis en avançant vers la gauche, les deux premières liaisons sont simples alors que la troisième est double.
Les principaux acides gras du groupe oméga-3 sont :
- l'acide alpha-linolénique ou ω3α (18:3 ; ALA) ;
- l'acide eicosapentaénoïque (20:5 ; EPA) ou acide timnodonique ;
- l'acide docosahexaénoïque (22:6 ; DHA) ou acide cervonique.

Les nombres entre parenthèses signifient que ces trois acides ont respectivement 3, 5 et 6 doubles liaisons dans leur chaîne composée de 18, 20 et 22 atomes de carbone. Toutes ces doubles liaisons sont en configuration cis (« du même côté »), c'est-à-dire que leurs deux atomes d'hydrogène se trouvent du même côté du plan formé par la double liaison carbone-carbone.
Ces doubles liaisons cis séparées par un groupe méthyle donnent une forme hélicoïdale à l'acide cervonique qui en possède six.

## Mécanismes d'action
Les oméga-3 peuvent être transformés en différentes molécules servant comme agents de signalisation comme les prostaglandines, les thromboxanes ou les leucotriènes. D'autres composés produits ont un rôle anti-inflammatoire et anti thrombotique. Les oméga-3 peuvent également agir directement au niveau cellulaire sans subir de transformation : ils agissent ainsi sur certains canaux ioniques, ce qui pourrait diminuer le risque de troubles du rythme cardiaque.

## Conversion de l'ALA en EPA et DHA
Le corps humain peut convertir les oméga-3 à chaine courte nommé ALA en oméga-3 à chaine longue nommé EPA et DHA par l'action de deux enzymes appelées l'élongase (qui allonge la chaîne carbonée de deux carbones) et la désaturase (qui crée une insaturation). La communauté scientifique s'accorde assez largement sur le fait que cette conversion semble être faible, et dépend de divers facteurs comme le sexe, l'âge ou encore l'équilibre entre oméga-6 et oméga-3,,,. Une étude indique à ce titre que ce taux de conversion est très variable, allant de 0,2 % à 21 % pour l'EPA et de 0 % à 9 % pour le DHA, notamment en fonction de l'apport d'acide linoléique (LA, oméga-6, qui est en concurrence avec l'ALA pour la même désaturase) et de l'apport exogène d'EPA et DHA.
Comme les végétariens et les végétaliens absorbent moins ou pas d'EPA et de DHA à travers leur alimentation, les taux d'EPA et de DHA peuvent être significativement plus faibles chez ces personnes que dans le reste de la population selon l'Académie de nutrition et de diététique, plus grande organisation américaine de nutritionnistes. Cette association note toutefois que la conversion de l'ALA en EPA et DHA était suffisante pour maintenir des taux stables pendant de nombreuses années chez les personnes saines. L'importance clinique de ces taux plus faibles est actuellement inconnue, mais les végétaliens et végétariens ne semblent pas souffrir de pathologies habituellement liées à des taux insuffisants de ces acides gras, notamment au niveau de la croissance cérébrale, des yeux ou du système cardiovasculaire,. D'autres études aboutissent à des conclusions similaires, montrant qu'une consommation suffisante d'ALA peut permettre de répondre aux besoins en DHA.

## Effets physiologiques
Les oméga-3 diminuent le taux de triglycérides sanguins.
Plusieurs études montrent qu'ils ont un effet anti-inflammatoire,, dont anti-acné,. D'autres études ne retrouvent pas cet effet.
Une étude de 2025 obtient qu'une supplémentation en oméga-3 a un effet plus net sur le ralentissement du vieillissement cellulaire (moindre méthylation de l'ADN) si elle est accompagnée d'un apport en vitamine D et associée à de l'activité physique (gain moyen de 3 à 4 mois sur 3 ans, avec diminution du risque de chutes et de fragilité chez la personnes âgée selon l'étude).

## Apport recommandé
Les apports recommandés en oméga-3 sont de 1,6 gramme par jour pour les hommes et 1,1 gramme par jour pour les femmes (un peu plus pendant les périodes de grossesse ou d'allaitement) selon le National Institutes of Health, et de 2 grammes par jour selon l'Agence française de sécurité sanitaire des aliments, alors que la consommation moyenne est comprise entre 0,1 et 0,2 g, ou 0,6 g selon d'autres études,,.

## Sources alimentaires d'oméga-3

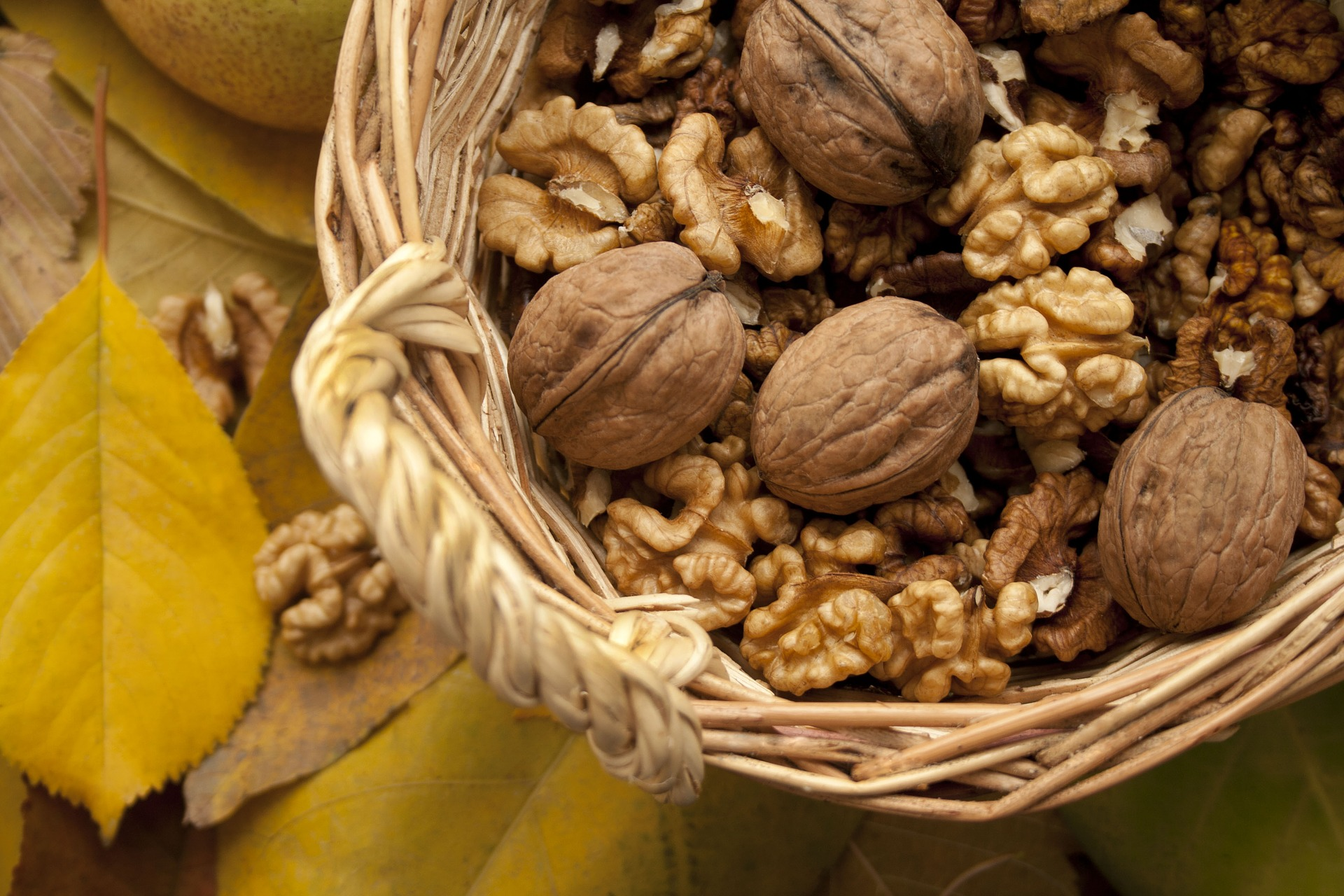
Les noix sont une source d'acides gras oméga-3.

Les oméga-3 à chaine courte, l'acide alpha-linolénique ou ALA, existent en grande quantité spécialement dans les plantes, comme les graines de lin, de chia, de chanvre et leur équivalent en huile ainsi que dans l'huile de colza, les noix, les algues et en quantité plus modérée dans certains légumes verts. Les oméga-3 à chaine longue, l'acide eicosapentaénoïque ou EPA et l'acide docosahexaénoïque ou DHA, se trouvent uniquement dans les algues ainsi que dans les animaux marins qui sont capables d’accumuler des EPA et DHA.

### Poissons gras

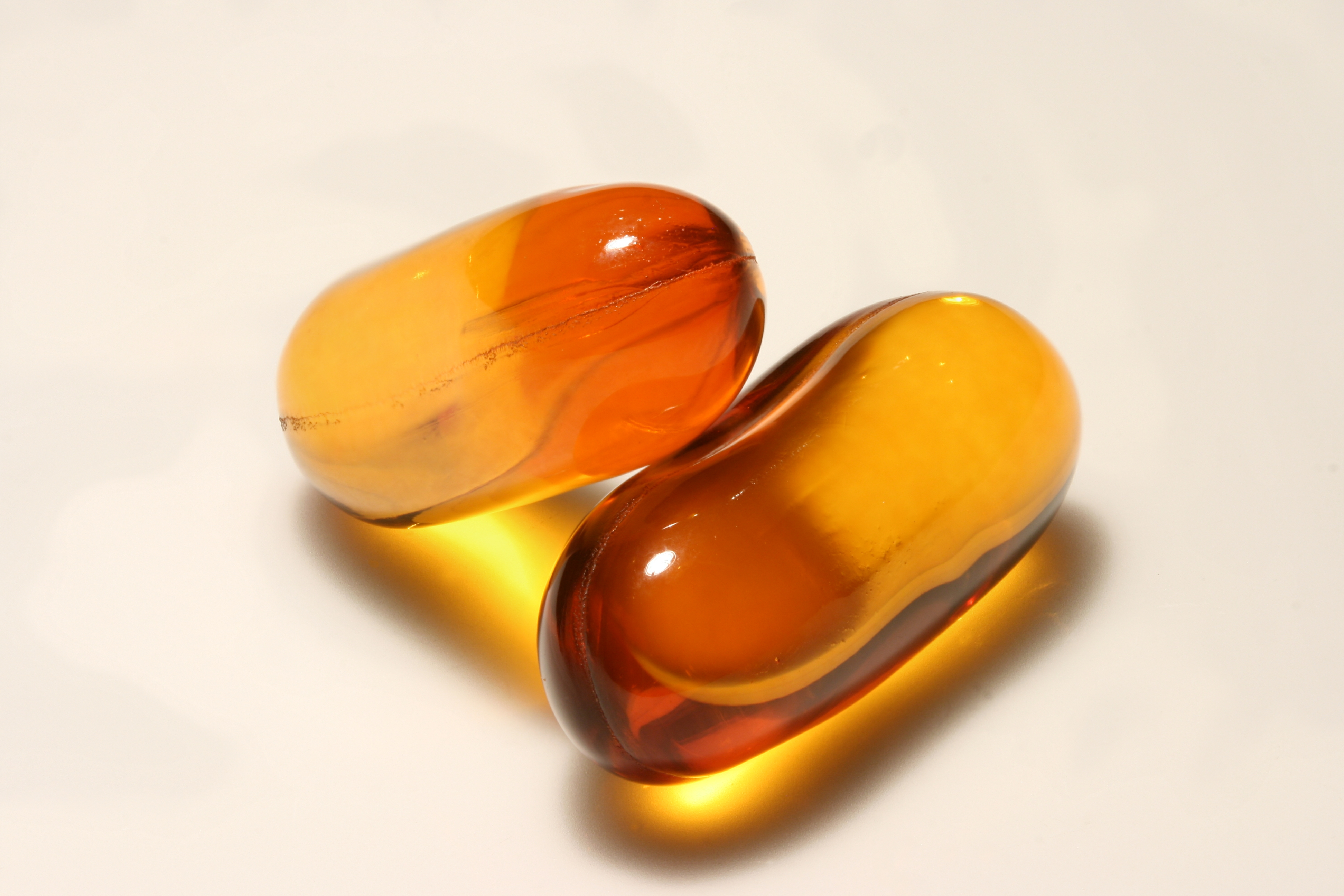
Capsules d'huile de saumon contenant des acides gras oméga-3.

Les poissons gras vivant en eaux froides sont riches en EPA et DHA. Ce sont principalement le saumon, le maquereau, le flétan, le hareng, les anchois et les sardines. Ces poissons contiennent environ sept fois plus d'oméga-3 que d'oméga-6. D'autres poissons gras comme le thon et tous les carnivores sont assez riches en oméga-3 mais sont susceptibles de contenir de fortes quantités de métaux lourds et de polluants. Les fabricants de compléments en oméga-3 éliminent ces polluants par divers procédés.
Les poissons ne synthétisent pas eux-mêmes les acides gras, ils ingèrent des microalgues et bactéries qui en contiennent et les assimilent,, ce qui explique pourquoi les poissons d'élevage — nourris en partie avec des végétaux d'origine terrestre — contiennent moins d'oméga-3 que les poissons sauvages. De plus, de nombreux animaux invertébrés (coraux, mollusques, crustacés…) synthétisent des oméga-3 et pourraient être une source importante dans l'écosystème marin.
Néanmoins en cas de consommation de poisson surgelé, au bout de 6 mois de congélation, le poisson ne contient plus d'oméga-3. Il est donc important de vérifier la date de pêche. Au bout de 90 jours de congélation, la truite arc-en-ciel perd 32,55 % de ses oméga-3.

### Chanvre
Les graines de chanvre alimentaire (Cannabis sativa, aussi appelé chènevis) sont également une source d'oméga-3.
Avec 17 % à 19 % d'oméga-3, l'huile de chanvre est riche en oméga-3. L'huile de chanvre contient non seulement de l'ALA, comme la plupart des autres huiles végétales, mais aussi de manière unique de l'acide stéaridonique (ou SDA), un autre oméga-3 de chaîne moyenne qui est assimilé plus facilement par le corps humain.
Enfin, le rapport oméga-6/oméga-3 de l'huile de chanvre est de 3/1 qui est considéré comme le rapport « idéal » (normalement entre 1 et 5).

### Chia

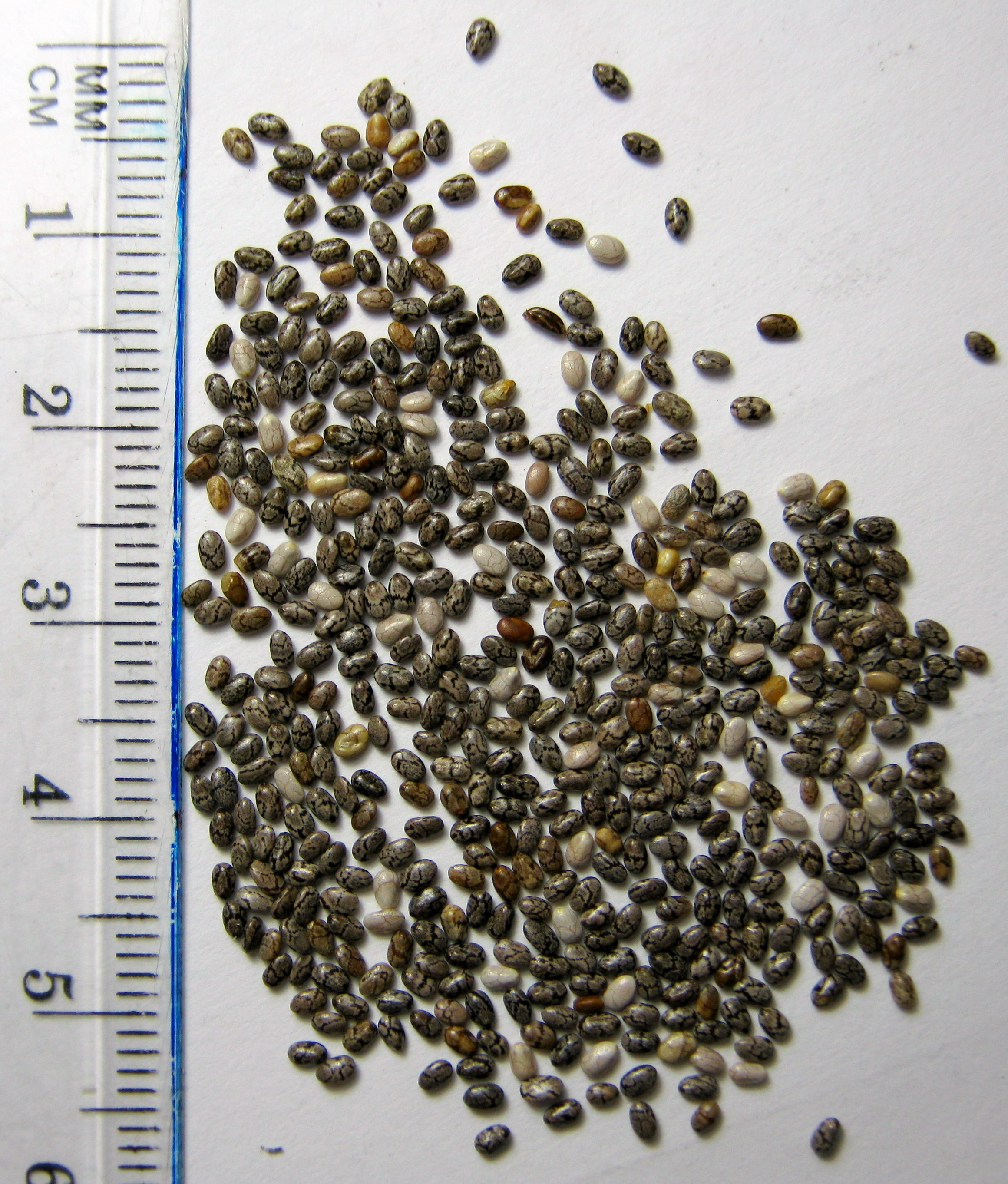
Graines de chia. Après avoir été ignorées pendant des siècles, ces graines ont attiré l'attention des nutritionnistes pour leur haute teneur en lipides (25 à 38 %) comportant une forte teneur en acide alpha-linolénique (du groupe oméga-3).

Les graines de chia (Salvia hispanica) appartiennent à la famille de la menthe et de la sauge et étaient consommées par les Aztèques et les Mayas au même titre que les fèves et le maïs. Les graines de chia sont une bonne source d'oméga-3 végétal. L'huile de chia contient 65 % d'oméga-3 et 20 % d'oméga-6. Les graines de chia sont elles aussi très riches en oméga-3 : 20 g de graines fournissent 4,5 g d'oméga-3.
Les graines peuvent être mangées entières ou moulues, selon les préférences.
Riches en antioxydants, les graines et l'huile de chia se conservent très longtemps : 5 ans pour les graines et 1 an pour l'huile.

### Lin
Le lin est une importante source végétale d'oméga-3 et d'oméga-6. L'huile de lin est composée à 58 % d'ALA. Les graines de lin qui contiennent 41 % d'huile sont donc également riches en ALA (23,5 %), 20 grammes de graines apportent 4,67 grammes d'ALA. Les graines doivent être moulues ou trempées afin que l'organisme puisse les assimiler.
Les graines de lin sont souvent employées dans les pains aux graines (qui sont déconseillés puisque chauffées à haute température dans un four, l'huile se transforme alors en acide gras trans ; un conseil à relativiser puisque les graines de lin non moulues, même grillées, ne sont pas digérées). Elles sont souvent employées aussi dans l'alimentation animale, enrichissant ainsi un peu le lait, la viande ou les œufs en oméga-3.
Auparavant, cette huile ne se consommait sans crainte qu'en émulsion battue dans du fromage blanc, sinon elle était considérée comme hépatotoxique (pour cette raison, d'ailleurs, elle était interdite de vente en France, bien que consommée dans tous les pays alentour).
En 2009, l'Agence française de sécurité sanitaire des aliments (AFSSA) a donné un avis positif à l'utilisation de l'huile de lin en cuisine. L’huile de lin présente un intérêt nutritionnel en termes d’apport en acide alphalinolénique (oméga-3). D’autre part, c’est un produit commercialisé depuis longtemps dans de nombreux pays (Allemagne, Canada, Chine…) sans que des effets néfastes n’aient été mis en évidence. Il convient cependant que des mesures de conditionnement, de conservation et d’utilisation soient plus restrictives que les mesures existant pour les huiles végétales plus classiques afin de limiter l’oxydation du produit, à savoir :
- une traçabilité des lots, de la pression des graines jusqu’au conditionnement, pour optimiser le contrôle de la durée de vie (ne pas dépasser un an, consommation comprise) ;
- un volume de conditionnement maximal de 250 mL ;
- un inertage à l’azote avant d’obturer la bouteille ;
- un conditionnement en matériau opaque ;
- une durée limite d’utilisation optimale inférieure à 9 mois.

L’AFSSA recommande enfin des mentions d’étiquetage de l'huile de lin pour une information adéquate du consommateur :
- réserver à l’assaisonnement ;
- ne pas chauffer l'huile de lin ;
- conserver à l’abri de la chaleur avant ouverture ;
- conserver au réfrigérateur après ouverture ;
- ne pas conserver plus de 3 mois après ouverture ;
- ne convient pas aux enfants de moins de 3 ans.

L'huile de lin est une huile fragile (oxydation à l'air et à la lumière), car elle ne contient pas d'antioxydants qui protègent du rancissement.

### Colza (canola)
Dans les années 1960, l'huile de colza a fait l'objet d'étude de nutrition sur des rats qui faisaient apparaître des lésions cardiaques, apparemment liées à la consommation d'huile érucique. Des associations de consommateurs se sont alertées et ont demandé son interdiction, l'huile de colza a été retirée, dans la pratique, de l'alimentation humaine, ce qui a permis à l'huile de tournesol de remplacer l'huile de colza sur le marché. Depuis, l'étude sur les rats a été relativisée et parallèlement, le colza a été sélectionné pour en ôter l'acide érucique. Malheureusement le nom de l'huile de colza a été associé pendant longtemps à une image de danger alimentaire, qui n'a été finalement corrigée que dans les années 2000. Le Canada décidait dans les années 1970 de dénommer canola les variétés sans acide érucique.
Il semblerait cependant que l'acide érucique, dont l'excès est certes estimé iatrogène, participe à l'activation des désaturases. On sait combien ces enzymes sont importantes pour la transformation et l'intégration des chaînes d'acides gras polyinsaturées et pourtant, si souvent inactivées par nombre de facteurs pouvant diminuer le bénéfice d'une alimentation raisonnée. Alors, avec érucique ou sans, colza ou canola, ce peut être une question.
Surtout depuis les années 2000, plusieurs arguments sont avancés pour mettre en valeur l'huile de colza :
- sa faible teneur en acides gras saturés (7 %) ;
- sa teneur relativement élevée en oméga-3 (9 % d'ALA), catégorie d'acides gras dont l'intérêt nutritionnel a été mis en avant dans plusieurs études scientifiques[14], ainsi que dans des livres grand public ;
- son rapport oméga-6/oméga-3 de 1,9 (faible) permettant de se rapprocher de la valeur moyenne apportée par l'alimentation conseillée par l'AFSSA (rapport 5), les autres apports alimentaires – la graisse de bœuf ou de canard par exemple – présentant un rapport beaucoup plus élevé. L'huile de colza se classe mieux que l'huile de noix (4,2), l'huile de soja (6,9), et l'huile de germe de blé (7,1). Cependant elle contribue à augmenter encore et de façon considérable, l'excès d'oméga 6 et avec 30 % d'acides gras essentiels , elle reste sensible au chauffage.

Aux États-Unis, une allégation liant la consommation d'huile de colza (canola) et la réduction des maladies cardiovasculaires a été approuvée par la FDA en 2006. Une demande d'allégation similaire a cependant été rejetée par l'EFSA, mais l'EFSA a reconnu certaines allégations pour les oméga-3 (voir ci-dessous).

### Noix
Les noix, et donc l'huile de noix, renferment également beaucoup d'oméga-3 (10,3 % dans l'huile).
Mais, à la différence de l'huile de colza dont ~ 70 % sont des oméga-9, ici, dans l'huile de noix, ces 70 % sont des oméga-6 dont il convient de limiter les apports : schématiquement, huile de noix : oméga-3 10 %, oméga-6 70 %, divers 20 %… (huile de colza : oméga-3 10 %, oméga-9 70 %, divers 20 %). Cette nuance est importante dans la construction de la ration.

### Autres huiles alimentaires
D'autres huiles sont riches en oméga-3 mais moins courantes : huile de germe de blé, huile de soja, huile de cameline, huile de phoque, huile de perilla (autorisée en France depuis 2008), ainsi que l'huile de sauge sclarée.

### Légumes verts
Les légumes verts à feuilles (mâche, chou, laitue…) contiennent de 200  à   375 mg d'ALA pour 100 g.

### Microalgues
Seules les microalgues sont capables de synthétiser l'EPA et le DHA parmi les végétaux. Elles sont à la base de toute la chaîne alimentaire des océans.
Parmi les microalgues non océaniques, la spiruline (une cyanobactérie classée dans les algues bleues) Arthrospira est une source parfois intéressante d'oméga-3 (elle n'est pas présente dans tous les échantillons analysés). Parmi les microalgues océaniques, Aurantiochytrium détient le record de DHA oméga-3 (39 % d'oméga-3 DHA dans l'huile extraite de cette microalgue), tandis qu'en moyenne 13 % (de 0 à 50) des lipides totaux des microalgues rouges sont constitués d'oméga-3 EPA ou DHA,
Depuis le 31 mars 2015, la Commission européenne autorise la mise sur le marché d'huile à teneur élevée en DHA extraite de la microalgue Schizochytrium sp.
Les huiles de microalgues sont utilisées depuis quelques années comme bases d'additifs pour formules de laits pour bébés enrichis en DHA qui permettent de les rapprocher du lait maternel où cet d'oméga-3 est présent naturellement car transmis par la mère qui le prélève dans son organisme.

### Plantes génétiquement modifiées
Des travaux sont en cours au Royaume-Uni pour essayer de produire du DHA et de l'EPA à partir de plantes génétiquement modifiées.

### Produits de l'industrie agroalimentaire et de l'élevage intensif
Selon Jean-Luc Porquet, journaliste au Canard enchaîné, les aliments issus de l'industrie agroalimentaire ont massivement recours à des huiles végétales bon marché très riches en oméga-6 (huile de tournesol, huile de palme...). De même, le bétail industriel est nourri, à la place de l'herbe riche en oméga-3, par des granules de maïs et de soja riches en oméga-6, de sorte que le rapport oméga3/oméga6 de la viande et du lait industriels est de plus en plus déséquilibré.

## Effets bénéfiques supposés sur la santé
Les études scientifiques récentes[Quand ?] essaient de déterminer si les effets sur la santé peuvent être reliés à un apport insuffisant d'oméga-3 ou à un déséquilibre du rapport oméga-6/oméga-3. Le rôle bénéfique a été suspecté dans les années 1970 en constatant la faible prévalence des maladies cardiovasculaires chez les inuits, gros consommateurs d'acides gras polyinsaturés.

### Effet de l'apport en oméga-3
La plupart des études testent l'intérêt global des oméga-3 sans différencier ses principaux composants (ALA, EPA, DHA). Certaines testent l'huile de poisson sans qu'il soit exclu qu'un autre composé de cette dernière puisse être responsable de l'effet décrit.

#### Mortalité générale
Une méta-analyse utilisant les données au niveau individuel de 17 cohortes a examiné les associations entre les niveaux circulants des acides gras polyinsaturés oméga-3 et la mortalité. Après avoir pris en compte d'autres facteurs de risque importants, il a été constaté que les oméga 3 à longue chaîne (mais pas l'ALA) étaient associés à un risque de mortalité générale d'environ 15 à 18 % plus faible en comparant les quintiles supérieur et inférieur.

#### Cœur
Au niveau cellulaire, les oméga-3 interviendraient sur différents canaux ioniques, modifiant les propriétés électrophysiologiques des cellules cardiaques et diminuant, par ce biais, le risque de mort subite.
Dans les années 1990, une étude[source insuffisante] a révélé les bienfaits des acides gras du groupe oméga-3 dans le cadre de régimes déficients ou carencés ; la dose quotidienne d'un régime européen était entre 1  et   2 grammes/jour, alors que les oméga-3, acides gras essentiels, sont nécessaires à la construction de la membrane cellulaire et des tissus du cerveau chez l'enfant. Les oméga-3 étaient censés limiter les accidents vasculaires et sont donc proposés en complément pour la prévention des infarctus du myocarde ; l'étude GISSI IV, publiée en 1999, montre qu'une supplémentation artificielle en oméga-3 (sous forme de gélules) chez des patients ayant fait récemment un infarctus du myocarde diminue sensiblement leur mortalité. Cela n'a cependant pas été confirmé par une étude plus récente, peut-être en partie par une meilleure prise en charge des patients. De même, l'utilisation d'une margarine enrichie en oméga-3 ne semble pas influencer le pronostic des patients néerlandais ayant fait un infarctus. Mais cette étude (Alpha Omega Trial), de par sa conception, pourrait minimiser les bienfaits des oméga-3. Chez d'autres patients ayant un antécédent de maladie cardiovasculaire (en dehors de la phase aigüe), l'ajout d'oméga-3 dans l'alimentation n'a pas apporté de bénéfice pour les accidents cardiaques,. Chez le patient tout-venant (sans antécédent cardiaque), l'intérêt de la supplémentation n'est également pas démontré, du moins en ce qui concerne le risque cardiovasculaire.
D'autres études tendent à souligner que si un effet sur la pression artérielle, les taux de triglycérides et de cholestérol est démontré,, l'effet sur la mortalité par maladies cardiovasculaires semble lui faible. Cependant, une méta-analyse publié en 2022 recommande l'incorporation d'une supplémentation en acide eicosapentaénoïque (EPA) dans les recommandations officiels au sujet de la prévention secondaire des événements cardiovasculaires majeurs. Une autre méta-analyse a en effet montré que la mortalité baisse de 18 % avec l'EPA seul contre seulement 6 % avec une supplémentation combinée d'EPA et de DHA.
Une action bénéfique sur la fibrillation atriale n'a pas été confirmée. Une supplémentation modérée est recommandée dans l'insuffisance cardiaque.

#### Santé générale
Les études concluant au bénéfice d'une supplémentation en oméga-3 sont de plus en plus nombreuses, mais la plupart étudient l'influence d'une alimentation riche en ces acides gras polyinsaturés essentiels, et d'autres facteurs peuvent influencer les résultats (richesse en fibres, en vitamines…). Une étude montrait pourtant que, après étude des données relatives à 48 essais aléatoires et contrôlés et à 41 études de cohortes, « les oméga-3 ne montrent qu'un léger bénéfice sur la mortalité totale, les événements cardiovasculaire ou le cancer. »
Depuis, de nombreuses études,, (plus de 142) ont démontré les effets positifs d'une alimentation riche en oméga-3 dans l'amélioration de la santé générale (prévention de la DMLA, baisse de l'hypertension, amélioration cognitive…) et dans la santé cardiovasculaire en particulier,.
Les effets d'une carence en oméga-3 sont documentés, en particulier sur la vision, et sur les comportements dépressifs. Les symptômes d'une carence en oméga-3 sont la fatigue, une mauvaise mémoire, une peau sèche, des problèmes cardiaques, des sautes d'humeur ou une dépression, et une mauvaise circulation. Les effets d'une supplémentation en oméga-3 pourraient n'être liés qu'à la correction des carences dans les populations-cibles,. 
Il semble exister une corrélation entre longueur des télomères (longueur mesurée dans les télomères de leucocytes, et qui a moins diminué sur 5 ans, chez les patients de l'étude) et le taux sanguin en oméga-3 d'origine marine, sans pouvoir prouver de lien de cause à effet (un effet antioxydant pourrait peut-être être en cause).

#### Diabète
Selon une étude de cohorte publiée en 2022, la mortalité des personnes diabétiques qui consomment le plus de DHA et d'EPA est 25 % plus faible que celle des personnes diabétiques qui en consomment le moins.

#### Santé mentale
La supplémentation en omégas 3 a prouvé son efficacité dans la dépression dans de nombreuses méta-analyses, en particulier à des doses supérieures à 1 gramme d'EPA par jour. Toutefois, la supplémentation en oméga-3 chez un sujet sain ne semble pas avoir de vertu préventive sur la dépression.
Il y a des indications qui montrent que la consommation accrue de poisson peut être associée à une réduction du risque de la maladie d'Alzheimer.

#### Grossesse, allaitement et petite enfance
Des recherches ont suggéré que la supplémentation en oméga-3 pendant la grossesse peut avoir des effets bénéfiques contre la pré-éclampsie, un faible poids à la naissance, l'accouchement prématuré et la dépression post-partum, et peut améliorer les mesures anthropométriques, le système immunitaire et l'activité visuelle chez les nourrissons et les facteurs de risque cardiométabolique chez les femmes enceintes.

#### Allégations de santé reconnues au niveau européen
Dans le cadre de la révision des allégations de santé prévue par le Règlement 1924/2006, l'EFSA a examiné les propositions d'allégations de santé, a rejeté les effets sur la tension artérielle et l'humeur, sur le développement du cerveau chez l'enfant mais a reconnu un effet sur la réduction du cholestérol, des bénéfices au remplacement d'acides gras saturés par des insaturés sur la teneur en cholestérol et ultérieurement des effets sur le développement du cerveau.

### Ratio oméga-6 / oméga-3
L'AFFSA (devenu ANSES) a effectué un examen assez exhaustif des études scientifiques portant sur le rapport oméga-6/oméga-3, en supposant que ce rapport est déséquilibré dans l'alimentation moderne. L'étude AFFSA recommande un rapport de 5. Cependant ce rapport de cinq n'est pas basé sur une étude scientifique mais doit plutôt être considéré comme un objectif (de diminution du rapport actuel). D'autres études mentionnent un rapport idéal de 1 approximativement, en se basant sur la diète du paléolithique,. Selon l'AFSSA, l'alimentation moderne apporte un ratio de 10 environ.
Un modèle animal montre un effet néfaste (obésité) d'une alimentation basée sur un mauvais ratio oméga-6 / oméga-3, qui semble se transmettre de génération en génération.
Chez l'être humain, une plus grande consommation d'oméga-3 et un meilleur rapport oméga-6/oméga-3 pendant la grossesse induit une moindre fréquence de l'obésité chez les enfants.

## Risques des oméga-3 en cas d'excès
Bien que l'apport en oméga-3 soit nettement insuffisant dans les sociétés industrialisées, un excès d'oméga-3 peut provoquer une baisse de certaines réponses immunitaires.
La FDA (Food and Drug Administration) des États-Unis recommande une consommation maximum d'oméga-3 EPA et DHA de 3 g par jour, dont un maximum de 2 g par jour provenant de suppléments alimentaires. Cette recommandation est aussi établie dans l'Union européenne par l’EFSA, et en France par l’AFSSA, mais non pas en tant que complément alimentaire mais comme substitut dans le cadre d’une alimentation normale équilibrée.
Les huiles riches en oméga-3 ne sont pas destinées à la friture, mais plutôt à l'assaisonnement ou à une cuisson légère.

## Cuisson des huiles polyinsaturées
Les huiles polyinsaturées (riches en oméga-3 ou en oméga-6) comme l'huile de colza et l'huile de tournesol peuvent être utilisées pour la cuisson sous les conditions suivantes :
- elles ne doivent pas atteindre leur point de fumée, au-delà duquel l'huile se dégrade en glycérol et en acide gras, avec production d'acroléine et de benzopyrène toxiques. À cet effet, on utilisera de préférence une huile raffinée dont le point de fumée est plus élevé que les huiles vierges de première pression ;
- elles ne doivent pas être utilisées pour la friture répétée, les polyinsaturés se dégradant aux hautes températures par oxydation, et aussi au contact des aliments contenus dans le bain de friture.

Les huiles de noix, de noisette, de lin ne doivent pas être chauffées à haute température.